# Dãy núi Rhodope

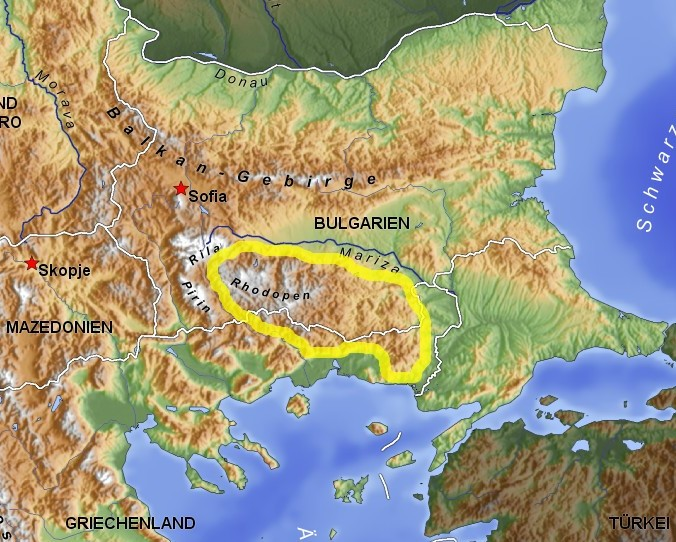
Vị trí Rhodopes tại Bulgaria và Hy Lạp

Rhodopes (/ˈrɒdəpiːz/; tiếng Bulgaria: Родопи, Rodopi; tiếng Hy Lạp: Ροδόπη, Rodopi; tiếng Thổ Nhĩ Kỳ: Rodoplar) là một dãy núi ở Đông Nam Âu, hơn 83% diện tích nằm ở miền nam Bulgaria và phần còn lại ở Hy Lạp. Đỉnh cao nhất là ở Golyam Perelik (2.191 mét (7.188 ft)), ngọn núi cao thứ 7 ở Bulgaria.